# Cupaniopsis cooperorum
Cupaniopsis cooperorum är en kinesträdsväxtart som beskrevs av Paul Irwin Forster. Cupaniopsis cooperorum ingår i släktet Cupaniopsis och familjen kinesträdsväxter. Inga underarter finns listade i Catalogue of Life.